# クリスティ・ボーグルト
クリスティ・ボーグルト（Kristie Boogert, 1973年12月16日 - ）は、オランダ・ロッテルダム出身の元女子プロテニス選手。1994年の全仏オープン混合ダブルス部門で、同じオランダのメノ・オースティングとペアを組んで優勝した。2000年シドニー五輪の女子ダブルスで、ミリアム・オレマンスとペアを組んだ銀メダル獲得もある。WTAツアーでシングルスの優勝はなかったが、ダブルスで3勝を挙げた。自己最高ランキングはシングルス29位、ダブルス16位。身長178cm、体重64kg。右利き、バックハンド・ストロークは両手打ち。

## 来歴
ボーグルトはひとりっ子として生まれ育ち、1991年7月にプロ入りした。1993年から女子テニス国別対抗戦・フェドカップのオランダ代表選手になり、現役引退する2003年までフェド杯代表の座を維持した。プロ入り3年目の1994年、ボーグルトは全仏オープンの混合ダブルスで活躍した。オランダの先輩選手、メノ・オースティングとペアを組んだ20歳のボーグルトは、決勝でアンドレイ・オルホフスキー（ロシア）&ラリサ・ネーランド（ラトビア）組を 7-5, 3-6, 7-5 で破り、この地で栄冠を獲得した。
全仏混合ダブルスで優勝した後、ボーグルトはウィンブルドンで1994年-1996年の3年連続で3回戦に進出した。全豪オープンでも1995年-1997年まで3年連続の3回戦進出がある。1996年ウィンブルドンの3回戦では、第12シードの伊達公子に 6-2, 4-6, 2-6 の逆転で敗れたこともあった。1997年全豪オープン3回戦でサビーネ・アペルマンス（ベルギー）に敗れた後、ボーグルトはしばらく好成績がなかった。それから3年後、2000年の全米オープンで久々の3回戦に進出する。この大会では、ボーグルトは1回戦でミリヤナ・ルチッチ（クロアチア）に競り勝ち、2回戦では杉山愛に 6-3, 6-4 で快勝したが、3回戦でサンドリーヌ・テスチュ（フランス）に 0-6, 1-6 で完敗した。結局、ボーグルトは4大大会の女子シングルスでは4回戦以上に進出できなかった。
2000年全米オープンでテスチュとの3回戦に進出した後、クリスティ・ボーグルトはシドニー五輪の女子ダブルスで銀メダルを獲得した。シングルスでは2回戦でロシア代表選手のエレーナ・デメンチェワに敗れたが、ミリアム・オレマンスとペアを組んだ女子ダブルスで決勝に進出する。2人は準決勝でベラルーシ代表のナターシャ・ズベレワ&オリガ・バラバンシコワ組を破ったが、決勝ではビーナスとセリーナのウィリアムズ姉妹組に 1-6, 1-6 で完敗した。ボーグルトとオレマンスはオリンピックのオランダ代表選手として、史上初めてのテニス銀メダルを獲得した。
現役最後の年となった2003年、ボーグルトは4大大会のシングルスではすべて予選1回戦敗退に終わり、全米オープンの予選1回戦で敗れたサマンサ・ストーサー（オーストラリア）がシングルス最後の相手になった。ダブルスではウィンブルドンと全米オープンの2大会連続で、1回戦で日本ペアの浅越しのぶ&宮城ナナ組に連敗している。ボーグルトは全米オープンを最後に、29歳で現役を引退した。

## WTAツアー決勝進出結果

### シングルス: 1回 (0勝1敗)
| 大会グレード         |
| -------------------- |
| グランドスラム (0–0) |
| ティア I (0–0)       |
| ティア II (0–0)      |
| ティア III (0–0)     |
| ティア IV & V (0–1)  |

| 結果   | No. | 決勝日        | 大会       | サーフェス | 対戦相手           | スコア      |
| ------ | --- | ------------- | ---------- | ---------- | ------------------ | ----------- |
| 準優勝 | 1.  | 2000年4月23日 | ブダペスト | クレー     | タチアナ・ガルビン | 2–6, 6–7(4) |

### ダブルス: 10回 (3勝7敗)
| 結果   | No. | 決勝日         | 大会               | サーフェス        | パートナー           | 対戦相手                                            | スコア        |
| ------ | --- | -------------- | ------------------ | ----------------- | -------------------- | --------------------------------------------------- | ------------- |
| 準優勝 | 1.  | 1994年5月16日  | プラハ             | クレー            | ローラ・ゴラルサ     | アマンダ・クッツァー リンダ・ワイルド               | 4–6, 6–3, 2–6 |
| 優勝   | 1.  | 1996年2月18日  | パリ               | カーペット (室内) | ヤナ・ノボトナ       | ジュリー・アラール＝デキュジス ナタリー・トージア   | 6–4, 6–3      |
| 準優勝 | 2.  | 1996年6月22日  | ロスマーレン       | 芝                | ヘレナ・スコバ       | ラリサ・ネーランド ブレンダ・シュルツ＝マッカーシー | 4–6, 6–7      |
| 優勝   | 2.  | 1996年10月6日  | ライプツィヒ       | カーペット (室内) | ナタリー・トージア   | ミリアム・オレマンス サビーネ・アペルマンス         | 6–4, 6–4      |
| 優勝   | 3.  | 1996年10月27日 | ルクセンブルク     | カーペット (室内) | ナタリー・トージア   | バーバラ・リットナー ドミニク・ファン・ルースト     | 2–6, 6–4 6–2  |
| 準優勝 | 3.  | 1999年6月20日  | スヘルトーヘンボス | 芝                | カーラ・ブラック     | シルビア・ファリナ リタ・グランデ                   | 5–7, 6–7(2)   |
| 準優勝 | 4.  | 2000年9月28日  | シドニー五輪       | ハード            | ミリアム・オレマンス | ビーナス・ウィリアムズ セリーナ・ウィリアムズ       | 1–6, 1–6      |
| 準優勝 | 5.  | 2001年2月18日  | ドーハ             | ハード            | ミリアム・オレマンス | サンドリーヌ・テスチュ ロベルタ・ビンチ             | 5–7, 6–7(4)   |
| 準優勝 | 6.  | 2001年5月20日  | アントワープ       | クレー            | ミリアム・オレマンス | エルス・カレンズ ビルヒニア・ルアノ・パスクアル     | 3–6, 6–3, 4–6 |
| 準優勝 | 7.  | 2002年4月7日   | ポルト             | クレー            | マギ・セルナ         | カーラ・ブラック イリーナ・セリュティナ             | 6–7(6), 4–6   |

## 4大大会シングルス成績
略語の説明
| W | F | SF | QF | #R | RR | Q# | LQ | A | Z# | PO | G | S | B | NMS | P | NH |

W=優勝, F=準優勝, SF=ベスト4, QF=ベスト8, #R=#回戦敗退, RR=ラウンドロビン敗退, Q#=予選#回戦敗退, LQ=予選敗退, A=大会不参加, Z#=デビスカップ/BJKカップ地域ゾーン, PO=デビスカップ/BJKカッププレーオフ, G=オリンピック金メダル, S=オリンピック銀メダル, B=オリンピック銅メダル, NMS=マスターズシリーズから降格, P=開催延期, NH=開催なし.
| 大会           | 1992 | 1993 | 1994 | 1995 | 1996 | 1997 | 1998 | 1999 | 2000 | 2001 | 2002 | 2003 | 通算成績 |
| -------------- | ---- | ---- | ---- | ---- | ---- | ---- | ---- | ---- | ---- | ---- | ---- | ---- | -------- |
| 全豪オープン   | LQ   | LQ   | 2R   | 3R   | 3R   | 3R   | 2R   | 1R   | 2R   | 1R   | 2R   | LQ   | 10–9     |
| 全仏オープン   | 1R   | 2R   | 2R   | 2R   | 2R   | 1R   | A    | 2R   | 1R   | 1R   | LQ   | LQ   | 5–9      |
| ウィンブルドン | A    | 1R   | 3R   | 3R   | 3R   | 1R   | 2R   | 2R   | 2R   | 2R   | LQ   | LQ   | 10–9     |
| 全米オープン   | LQ   | 2R   | 1R   | 1R   | 2R   | 1R   | 1R   | A    | 3R   | LQ   | LQ   | LQ   | 4–7      |